# Houppeville
Houppeville és un municipi francès situat al departament del Sena Marítim i a la regió de Normandia. L'any 2007 tenia 2.396 habitants.

## Demografia

### Població
El 2007 la població de fet de Houppeville era de 2.396 persones. Hi havia 876 famílies de les quals 160 eren unipersonals (44 homes vivint sols i 116 dones vivint soles), 300 parelles sense fills, 388 parelles amb fills i 28 famílies monoparentals amb fills.
La població ha evolucionat segons el següent gràfic:
Habitants censats

### Habitatges
El 2007 hi havia 925 habitatges, 898 eren l'habitatge principal de la família, 3 eren segones residències i 24 estaven desocupats. 846 eren cases i 77 eren apartaments. Dels 898 habitatges principals, 731 estaven ocupats pels seus propietaris, 156 estaven llogats i ocupats pels llogaters i 11 estaven cedits a títol gratuït; 33 tenien una cambra, 10 en tenien dues, 88 en tenien tres, 181 en tenien quatre i 586 en tenien cinc o més. 743 habitatges disposaven pel capbaix d'una plaça de pàrquing. A 295 habitatges hi havia un automòbil i a 517 n'hi havia dos o més.

### Piràmide de població
La piràmide de població per edats i sexe el 2009 era:
| Homes | Edats   | Dones |
| ----- | ------- | ----- |
| 0     | 95 o +  | 0     |
| 0     | 90 a 94 | 8     |
| 4     | 85 a 89 | 8     |
| 4     | 80 a 84 | 12    |
| 28    | 75 a 79 | 24    |
| 44    | 70 a 74 | 28    |
| 44    | 65 a 69 | 56    |
| 40    | 60 a 64 | 44    |
| 68    | 55 a 59 | 72    |
| 104   | 50 a 54 | 132   |
| 136   | 45 a 49 | 96    |
| 104   | 40 a 44 | 140   |
| 96    | 35 a 39 | 100   |
| 56    | 30 a 34 | 40    |
| 44    | 25 a 29 | 28    |
| 48    | 20 a 24 | 52    |
| 116   | 15 a 19 | 112   |
| 132   | 10 a 14 | 112   |
| 84    | 5 a 9   | 76    |
| 52    | 0 a 4   | 52    |

## Economia
El 2007 la població en edat de treballar era de 1.627 persones, 1.180 eren actives i 447 eren inactives. De les 1.180 persones actives 1.120 estaven ocupades (576 homes i 544 dones) i 60 estaven aturades (27 homes i 33 dones). De les 447 persones inactives 166 estaven jubilades, 192 estaven estudiant i 89 estaven classificades com a «altres inactius».

### Ingressos
El 2009 a Houppeville hi havia 931 unitats fiscals que integraven 2.543 persones, la mediana anual d'ingressos fiscals per persona era de 24.596,5 €.

### Activitats econòmiques
Dels 56 establiments que hi havia el 2007, 1 era d'una empresa alimentària, 10 d'empreses de construcció, 14 d'empreses de comerç i reparació d'automòbils, 3 d'empreses de transport, 1 d'una empresa financera, 3 d'empreses immobiliàries, 13 d'empreses de serveis, 9 d'entitats de l'administració pública i 2 d'empreses classificades com a «altres activitats de serveis».
Dels 9 establiments de servei als particulars que hi havia el 2009, 1 era una oficina de correu, 1 paleta, 2 lampisteries, 2 electricistes, 1 empresa de construcció, 1 perruqueria i 1 agència immobiliària.
Dels 4 establiments comercials que hi havia el 2009, 2 eren botiges de menys de 120 m², 1 una botiga de menys de 120 m² i 1 una fleca.
L'any 2000 a Houppeville hi havia 7 explotacions agrícoles.

## Equipaments sanitaris i escolars
L'únic equipament sanitari que hi havia el 2009 era una farmàcia.
El 2009 hi havia 1 escola maternal i 1 escola elemental.

## Poblacions més properes
El següent diagrama mostra les poblacions més properes.